# Pelegrí Bernial i Castells
Pelegrí Bernial i Castells      (Mollet del Vallès, 1 de juliol de 1953) és un mestre, músic i compositor català.
Va estudiar piano, guitarra i solfeig a Granollers i al Conservatori del Liceu, on fou guardonat amb el premi Joan Altisent. A més a més, va estudiar direcció coral amb Manuel Cabero i Pierre Cao. Fa més de 25 anys que és director de diverses corals, com la Societat Coral El Clavell o Sant Vicenç, algunes d'aquestes amb projecció internacional. També va actuar al circuit català de TVE Catalunya.
Durant tota la seva activitat, s'ha dedicat a l'ensenyament. Actualment és el director del grup coral Capella de Música Santa Maria de Mollet del Vallès. Té més de 30 obres escrites, entre les que trobem El Campanar de Dosrius', però pel que fa a la sardana, destacar La Carlina, finalista del premi Enric Morera de Sardana cantada, organitzat per Catalunya Ràdio l'any 1993.